# Alan Oakes
Alan Arthur Oakes (Winsford, Inglaterra; 7 de septiembre de 1942) es un exfutbolista inglés que se desempeñaba en la posición de centrocampista.

## Trayectoria como jugador
Oakes, surgió de las inferiores de Manchester City en donde debutó el 14 de noviembre de 1959 en un empate en 1 frente al Chelsea FC. Disputó 18 partidos en su primera temporada.
Jugó 49 partidos en la temporada 1968-69, incluida la final de la FA Cup, ayudando a los "Sky Blues" a su cuarto título de FA Cup con una victoria 1-0 sobre el Leicester City.
Su última aparición en el Manchester City llegó el 4 de mayo de 1976 al entrar como sustituto de Mike Doyle contra los rivales de toda la vida, Manchester United, en Old Trafford. En su tiempo en el Maine Road, Oakes se ha convertido en el jugador con más trofeos en la historia del Manchester City. Fue elegido mejor jugador del club del Año en 1975. Hizo 680 apariciones de liga y copa en el Manchester City, anotando 33 goles. 
En 2005, fue homenajeado al ingresar en el salón de la fama del club.

## Trayectoria como jugador entrenador
Oakes pasó al Chester City en el verano de 1976, que tuvo que pagar una cuota al Manchester City de £15.000 por sus servicios. Aunque en un principio firmó simplemente como jugador, pronto pasó a ser también el entrenador debido al despido de Ken Roberts. Durante sus seis años en el club, cumplió el puesto de jugador entrenador.

## Trayectoria como entrenador
Oakes hizo una aparición de la FA Cup para Northwich Victoria contra Scunthorpe United en diciembre de 1982. A continuación, pasó a formar parte del cuerpo técnico del Port Vale, sirviendo como director del equipo de reserva a partir de enero de 1983. Debido a una crisis de lesiones en el equipo, Oakes, se vio forzado en jugar un último partido de liga, siendo este el 776 en su carrera. A los 41 años y 60 días de edad, Oakes fue incapaz de evitar que el equipo devastado de lesiones pierda con el Plymouth Argyle 1-0. Despedido con el fin de ahorrar dinero en diciembre de 1983, fue llevado de vuelta al club como entrenador en agosto de 1984. Después de haber sido degradado a la posición de entrenador juvenil en diciembre de 1987, renunció en modo de protesta.
En 1992, Oakes volvió al Chester integrando el cuerpo técnico que una temporada más tarde ayudó a Graham Barrow y a Joe Hinnigan al ascenso a la Football League Second Division.

## Clubes como jugador
| Club                    | País       | Año       | PJ  | Goles |
| ----------------------- | ---------- | --------- | --- | ----- |
| Manchester City         | Inglaterra | 1959-1976 | 564 | 26    |
| Chester City            | Inglaterra | 1976-1982 | 211 | 15    |
| Northwich Victoria F.C. | Inglaterra | 1982      | 0   | 0     |
| Port Vale               | Inglaterra | 1983-1984 | 1   | 0     |

## Clubes como entrenador
| Club         | País       | Año       |
| ------------ | ---------- | --------- |
| Chester City | Inglaterra | 1976-1982 |

## Títulos

### Como jugador
Individuales
- Manchester City F.C. Jugador del año: 1975

con Manchester City
- European Cup Winners' Cup Ganador: 1970
- Football League First Division Campeón: 1967–68
- Football League Second Division Campeón: 1965–66
- FA Cup Ganador: 1969
- Football League Cup Ganador: 1970, 1976
- FA Charity Shield Ganador: 1968, 1972

### Como jugador entrenador
con Chester City
- Debenhams Cup Ganador: 1977